# Artà
39°42′B 3°21′Đ / 39,7°B 3,35°Đ

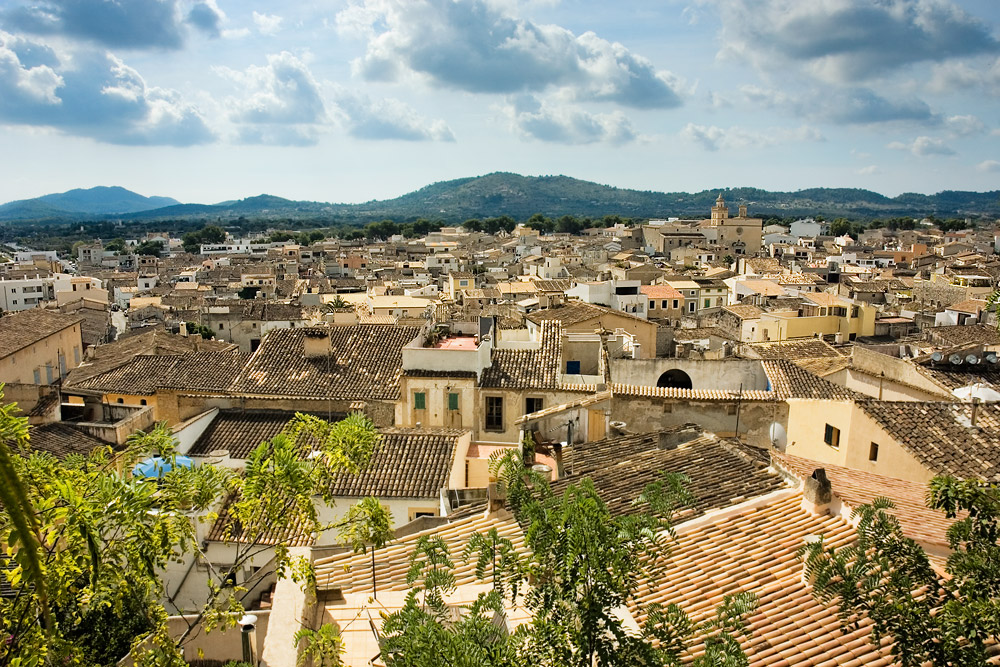
Khung cảnh Artà

Artà là một đô thị trên đảo Mallorca, thuộc quần đảo Baleares, Tây Ban Nha.

## Dân số

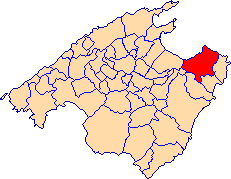
Vị trí của Artà ở Mallorca

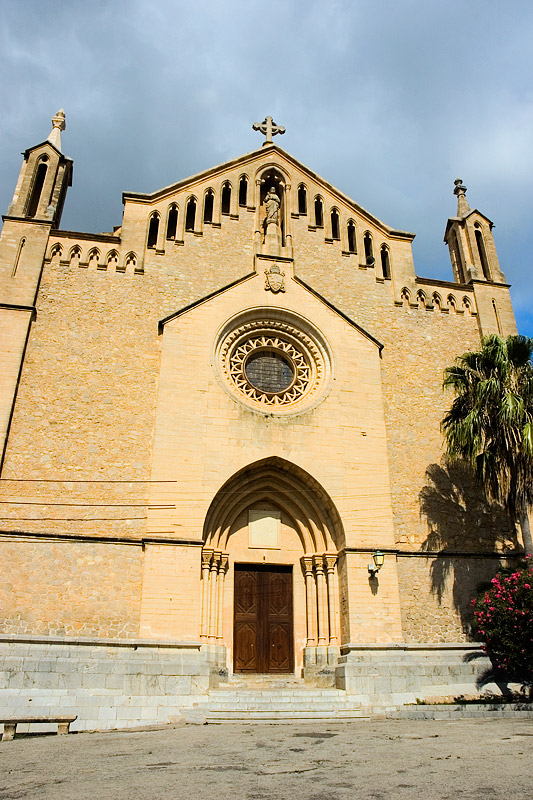
Nhà thờ San Salvador ở Artà (thế kỷ 13)

- Colonia Sant Pere (433)
- Mont ferrutx (99)
- Betlem (34)
- Sant Pere (27)
- Estanyol (20).